# Amorino dormiente

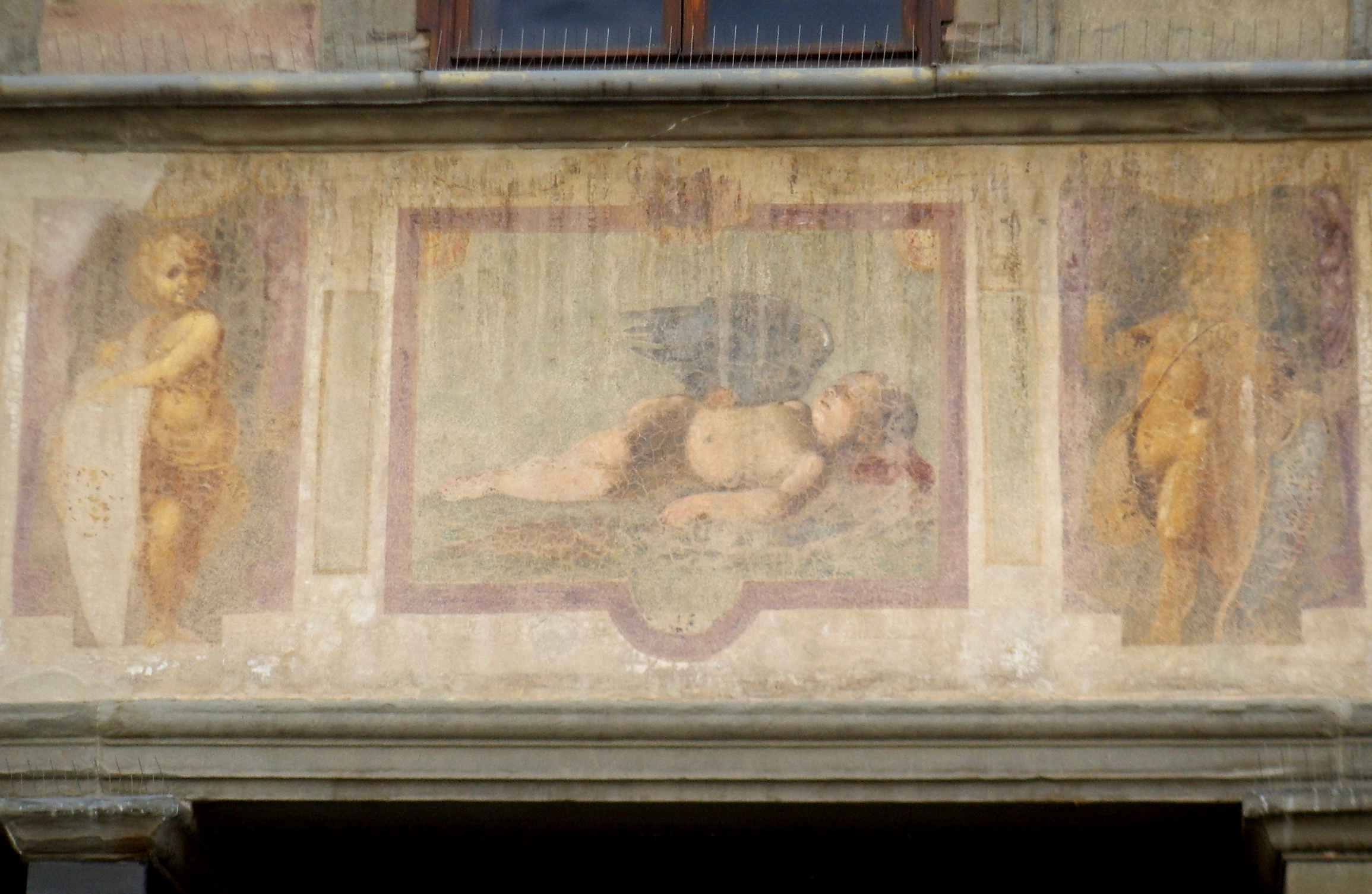
Giovanni da San Giovanni, copia antica dell'Amorino dormiente di Caravaggio sulla facciata del palazzo dell'Antella a Firenze

L'Amorino dormiente è un dipinto a olio su tela di Michelangelo Merisi da Caravaggio, databile tra il 1608 e il 1609 e conservato nella Galleria Palatina di Firenze. La tela è firmata e datata sul retro: «M.M. di Caravaggio, Malta, 1608».

## Storia
L'opera fu iniziata e completata a Malta, come conferma l'iscrizione, su commissione di Francesco dell'Antella, amministratore fiorentino di Alof de Wignacourt, Gran Cavaliere dell'Ordine di San Giovanni. Il dipinto fu portato a Firenze da suo fratello, il senatore Niccolò dell'Antella nel luglio 1609, come dimostra una lettera datata 20 luglio 1609 di Fra' Francesco Buonarroti a suo fratello Michelangelo Buonarroti il Giovane. Venne anche citato nella facciata del Palazzo Dell'Antella, decorato da un gruppo di artisti locali tra il 1619 e il 1620.
Più tardi, nel 1667, l'opera venne acquistata dal cardinale Leopoldo de' Medici. È ancora una lettera a documentare il passaggio, inviata da Bologna dal conte Annibale Ranuzzi al cardinale (15 marzo 1667) in cui egli si congratula "per il bell'acquísto fatto da V.A. di quel quadro di Caravaggio ch'era del Priore dell'Antella", ovvero del priore Donato dell'Antella morto il 14 gennaio 1667 con gli eredi del quale il cardinale aveva fatto l'affare.
L'Amorino si trova così menzionato nell'inventario dell'eredità del cardinale: "Un quadro in tela alto, braccía 1 e 1/8 largo 2 e1/8 dipintovi un Amorino che dorme con l'arcano e frecce, di mano del Caravaggio". La tela è inoltre ricordata da Filippo Baldinucci (1681), a proposito della copia ad affresco sulla facciata del palazzo in piazza Santa Croce: "L'amorino fece Giovanni da San Giovanni, il quale non ebbe difficultà di copiarlo da simil figura, che è oggi nel, palazzo sereníssimo".

## Descrizione e stile
Su uno sfondo scuro, tipico dell'artista, un fascio di luce caldo, intenso e incidente rivela l'amorino disteso, nudo e dormiente, con forti contrasti di zone in luce e ombreggiate. Il fanciullo nudo giace addormentato impugnando ancora una freccia, lasciando inoltre la faretra abbandonata al suolo. Un estremo realismo rivela l'incarnato chiazzato del fanciullo, probabilmente a causa di una malattia infantile che il Merisi dovette copiare da un bambino morto. Alberto Mantovani afferma che il soggetto ha la milza ingrossata e delle lesioni cutanee tipiche di problemi di coagulazione, egli è probabilmente morto per artrite reumatoide. Questo toccante realismo della malattia è mitigato dagli attributi mitologici del personaggio, quali le ali e la faretra, ma resta lontana dall'immagine tradizionalmente edulcorata dell'amorino, facendo invece trasparire un messaggio di drammatica contemporaneità.
Maurizio Calvesi parlò di una rappresentazione dell'Amore cieco e preda dei sensi. Pizzorusso invece (1983), basandosi su brani di composizioní poetiche sul tema dell'Amore dormiente dedusse un'interpretazione del dipinto come la "tranquilla intesa quale Stato d'animo raggiungibile attraverso il controllo ed il superamento delle passioni".